# Jimmy LaFave

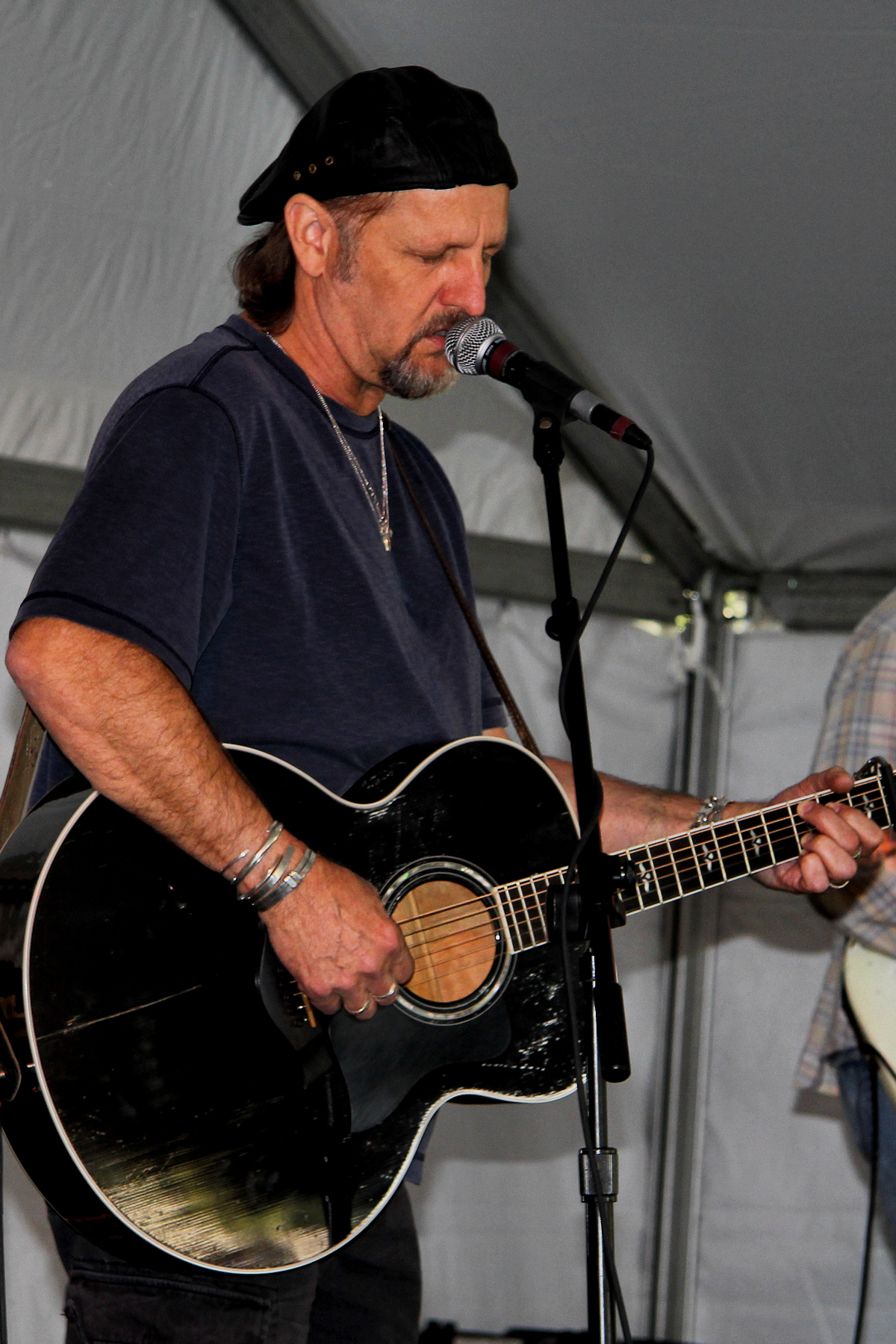
Jimmy LaFave beim Texas Book Festival (2012)

Jimmy LaFave (* 12. Juli 1955 in Wills Point, Texas; † 21. Mai 2017 in Austin, Texas) war ein US-amerikanischer Countrysänger und Singer-Songwriter. Er gilt als einer der Wegbereiter der Red-Dirt-Musik.

## Biografie

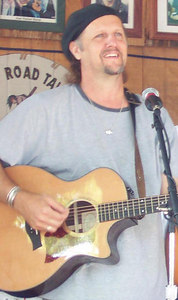
Jimmy LaFave beim Woody Guthrie Folk Festival

Jimmy LaFave wurde am 12. Juli 1955 in Wills Point, Texas geboren. Er lebte in dem kleinen – östlich von Dallas gelegenen – Ort und ging in Mesquite zur Schule. In den frühen 1970er-Jahren zog er mit seiner Familie nach Stillwater, Oklahoma. Dort machte er seinen Schulabschluss.
Zunächst wollte LaFave Schlagzeuger, später Gitarrist werden. Als Teenager spielte er vor allem Songs von James Taylor und Bob Dylan, schrieb aber bereits seine ersten eigenen Lieder. In jungen Jahren gründete er zudem seine Band Night Tribe.
Nach der Schulausbildung arbeitete er zeitweise als Bauarbeiter und verdiente sich sein Geld mit Tagesjobs. Später war er einige Jahre lang Manager eines Clubs. Des Weiteren konnte er 1979 mit Down Under sein erstes musikalisches Werk veröffentlichen. 1982 ließ er Broken Line folgen. Während seiner Zeit in Stillwater spielte er zudem im gleichen Club wie Garth Brooks, mit dem er einige Bandmitglieder teilte.
In den frühen 80er-Jahren war LaFave auf der Suche nach einer neuen musikalischen Heimat. Er entschied sich für das texanische Austin, wohin er 1986 zog. Er beabsichtigte, dort seine Musikkarriere voranzubringen und an einen Plattenvertrag zu gelangen. Zunächst trat er vor allem als Solokünstler in Cafés auf oder spielte mit seiner alten Band Night Tribe.
1988 veröffentlichte er die Eigenproduktion Highway Angels … Full Moon Rain. In der Folge unterschrieb er einen Vertrag bei einem kleinen Independent-Label und arbeitete mit dem bekannten Musikproduzenten Bob Johnston zusammen. Die gemeinsamen Aufnahmen wurden jedoch nie veröffentlicht.
Mit dem 1992 veröffentlichten Album Austin Skyline begann LaFaves erfolgreichste Zeit, in der er zahlreiche Alben auf dem Label Bohemia Beat Records herausbrachte und sich so größere Aufmerksamkeit sichern konnte. Diesen Erfolg konnte er 1994 mit Highway Trance und 1995 mit Buffalo Return to the Plains bestätigen. Insgesamt kamen zwischen 1992 und 1999 sieben Alben auf den Markt, die größtenteils sehr gute Kritiken bekamen. 2001 erschien mit Texoma das letzte von sechs Alben auf dem Label.
Seit 1998 trat LaFave regelmäßig auf dem Woody Guthrie Folk Festival, einer Veranstaltung, die jedes Jahr zu Ehren Woody Guthries in seiner Heimatstadt Okemah stattfindet, auf. Im Jahr 2007 wurde er zudem Teil des Teams, das das Festival organisiert.
Im Jahr 2005 unterschrieb er einen Vertrag bei dem Label Red House Records und veröffentlichte das Album Blue Nightfall. Im April selben Jahres stand er mit Bruce Springsteen, einem seiner musikalischen Vorbilder, bei einer Show in Dallas für ein gemeinsames Duett auf der Bühne. Im Jahr 2010 brachte sein Label ein Best-of-Album mit seinen beliebtesten Songs heraus. Sein letztes Studioalbum Depending on the Distance erschien 2012.

## Musikstil
Obwohl LaFave bereits seit den 1980er-Jahren in Austin lebte, wird er in der öffentlichen Wahrnehmung als Red Dirt-Künstler angesehen. Mehr noch als andere der – in Stillwater begründeten – Szene weist er eine starke Verbindung zur Folkmusik auf. Seine musikalische Bandbreite reicht von ruhigen Balladen wie Only One Angel zu Rocksongs wie Rock and Roll Music to the World. Als seine größten Vorbilder gab er Bob Dylan und Woody Guthrie an, von denen er regelmäßig Lieder coverte. Weiterhin ist seine Musik von J. J. Cale, Bruce Springsteen oder Jackson Browne beeinflusst.

## Diskografie

### Studioalben
- 1979: Down Under
- 1981: Broken Line
- 1992: Austin Skyline
- 1994: Highway Trance
- 1995: Buffalo Return to the Plains
- 1997: Road Novel
- 2001: Texoma
- 2005: Blue Nightfall
- 2007: Cimarron Manifesto
- 2012: Depending on the Distance
- 2015: The Night Tribe

### EPs
- 1994: The Open Road (Highway Trance)
- 1995: Burden to Bear

### Kompilationen
- 1999: Trail
- 2010: Favorites 1992–2001
- 2013: Trail Two
- 2013: Trail Three